# Zdeněk Ščasný
Zdeněk Ščasný (* 9. srpna 1957 Brno) je bývalý český fotbalový trenér, který naposledy působil na lavičce AC Sparta Praha, profesionální fotbalista, který hrával na pozici záložníka či obránce, a fotbalový funkcionář. Ščasný nastoupil v československé nejvyšší soutěži k 200 utkáním, během nichž vstřelil 5 gólů. Do ligy vstoupil v sezóně 1975/76 a v ligové kariéře oblékl dresy 3 klubů - Dukly, Sparty a Bohemians. Ščasný získal dva tituly se Spartou a jeden s Duklou. Mezi lety 1983 a 1984 odehrál také 4 utkání v dresu československé reprezentace.
Po skončení své hráčské kariéry se přesunul na trenérskou dráhu. Trénoval například řecký klub Panathinaikos Athény, Viktorii Žižkov, Teplice a několikrát také pražskou Spartu. Získal ocenění Trenér měsíce Gambrinus ligy za září 2013, září 2014, únor a březen 2016. V české nejvyšší soutěži odtrénoval 345 zápasů.
Od prosince 2017 do července 2018 působil v klubu AC Sparta Praha na pozici sportovního ředitele.

## Hráčská kariéra
V československé reprezentaci odehrál v letech 1983–1984 čtyři utkání, jednou startoval v olympijském výběru, pětkrát v reprezentaci do 21 let.
V lize odehrál 200 utkání a dal 5 gólů. Hrál za Duklu Praha (1975–1978), Spartu Praha (1978–1985) a FC Bohemians Praha (1985–1989).
Je trojnásobným mistrem Československa jako hráč – první titul získal s Duklou (1977), další dva se Spartou (1984, 1985). Se Spartou dvakrát získal též československý fotbalový pohár (1980, 1984). Dvanáctkrát startoval v evropských pohárech a dal zde jeden gól (ve 3. kole Poháru UEFA do sítě anglického Watfordu v roce 1983).

## Trenérská kariéra

### Počátky a první úspěchy (1992–2002)
Po skončení hráčské kariéry se stal trenérem, po několika kratších angažmá u mládeže působil v Chmelu Blšany a v Ústí nad Labem. V roce 1996 se stal asistentem trenéra Jozefa Chovance v pražské Spartě. V zimě 1998 převzal funkci hlavního trenéra Sparty, se kterou ve dvou letech po sobě získal dva mistrovské tituly (1997/98, 1998/99).
Následovalo tříleté působení ve Viktorii Žižkov  s asistentem Jaroslavem Šilhavým, který se ke Ščasnému přidal po skončení své hráčské kariéry. Viktorii postupně dovedl v české lize na 9., 5. a rekordní 3. místo v sezoně 2001/02, když s ní až do poslední kola hrál o titul. V roce 2001 s ní vyhrál český pohár. Žižkov po Ščasném převzal Vítězslav Lavička.

### Řecké období (2002–2005)
Po úspěších ve Viktorii Žižkov se Ščasný přesunul v roce 2002 do řeckého klubu OFI Kréta. S týmem skončil v sezóně 2002/03 na osmé příčce. V listopadu 2003 pak své angažmá předčasně ukončil kvůli zájmu slavného Panathinaikosu.
Řecký velkoklub ale na konci roku 2003 nepřevzal, stal se jen jeho skautem. Na pozici hlavního trenéra Panathinaikosu se přesunul následně až v průběhu sezony 2004/05.  Ve své jediné sezóně vedl klub i v bojích základní skupiny Ligy mistrů. Uhrál dvě remízy s Arsenalem (1:1 venku, 2:2 doma), remízu s Rosenborgem Trondheim 2:2 venku a výhru nad PSV Eindhoven 4:1 doma. Tým skončil na 3. místě v základní skupině a postoupil do jarních vyřazovacích kol Poháru UEFA. Před zápasem se Sevillou ale z klubu na vlastní žádost odešel po prohře v řeckém poháru s AEK Athény.

### Most, Boleslav, Žižkov (2005–2009)
Po návratu do Čech trénoval rok a půl ligového nováčka FK SIAD Most, který dokázal v sezoně 2005/06 dovést k překvapivému 10. místu. V následující sezoně 2006/07 skončil klub na 12. místě a opět se pohodlně zachránil v první české lize.
Na začátku příští sezony stanul v čele ambiciózní Mladé Boleslavi, se kterou dokázal vyřadit klub Palerma a postoupit do základní skupiny Poháru UEFA 2007/08. V té se klub umístil na 4. místě a protože se týmu nedařilo ani v ligové soutěži, musel Ščasný před koncem sezony odejít.
V půli ligové sezony 2008/09 byl podruhé v kariéře povolán do žižkovské Viktorie, kterou měl pomoci zachránit v první české lize, a to společně. To se mu však tentokrát nepodařilo a po sestupu v klubu skončil.

### Maďarské intermezzo a druhý návrat do Čech (2010–2016)
Po rok a půl dlouhé pauze se v prosinci 2010 opět ujal trénování zahraničního klubu, tentokrát maďarského Debrecínu. Po několika neúspěšných výsledcích byl v dubnu 2011 odvolán.
V říjnu 2012 se po delší odmlce vrátil do české ligy, když převzal tým FK Teplice po odvolaném Lukáši Přerostovi. V sezoně 2012/13 bojoval s mužstvem o udržení v Gambrinus lize, Teplice zakončily sezonu na 12. místě. V sezoně 2013/14 přivedl několik zahraničních hráčů, které znal ze svých dřívějších angažmá. Tým pod jeho taktovkou začal hrát ofenzivní fotbal a pohyboval se v horních patrech ligové tabulky. V únoru 2015, pět dní před startem jarní části, sezony 2014/15 odstoupil z funkce kvůli špatné atmosféře v klubu.
V polovině dubna 2015 se stal po odvolaném Vítězslavu Lavičkovi podruhé v kariéře hlavním trenérem Sparty. V srpnu 2015 vypadla Sparta ve třetím předkole Ligy mistrů UEFA s PFK CSKA Moskva a po zbytek sezóny hrála Evropskou ligu. V té se probojovala do vyřazovací části, kde postoupila přes FK Krasnodar a SS Lazio do čtvrtfinále, v němž nestačila na Villarreal CF. Domácí titul však Ščasný se Spartou získat nedokázal, letenský tým zakončil sezonu 2015/16 druhém místě.
Sezónu 2016/17 začala Sparta úspěšným postupem do základní skupiny Evropské ligy. Dne 26. září 2016, den po prohraném derby se Slávií, Ščasný z pozice hlavního trenéra Sparty na svou vlastní žádost odešel. Hlavním trenérem Sparty se následně stal David Holoubek.

### Návrat do Sparty Praha (2017–2019)
V průběhu neúspěšného angažmá trenéra Stramaccioniho se Zdeněk Ščasný do Sparty vrátil v prosinci 2017 jako sportovní ředitel. Jako Ščasného spolupracovník byl určen po skončení své hráčské kariéry Tomáš Rosický. V březnu 2018 po špatných výsledcích odvolal trenéra Stramaccioniho, kterého nahradil Pavel Hapal.
Dne 27. července 2018 Ščasný dočasně převzal sparťanský A-tým po odvolaném Pavlu Hapalovi, který vydržel na lavičce pouze čtyři měsíce. I přes výhru v odvetném zápase 2. předkola Evropské ligy proti Spartaku Subotica se Spartě nepodařilo přes srbského soupeře postoupit a překvapivě z pohárové Evropy vypadla. Dočasné Ščasného angažmá se změnilo na trvalé s nástupem Tomáše Rosického do funkce sportovního ředitele na podzim 2018. Trenér Ščasný byl odvolán 25. dubna 2019 z funkce po prohraném semifinále MOL Cupu se Slavií. Na trenérské lavičce ho vystřídal dosavadní asistent A-týmu Michal Horňák.

## Osobní život
Pochází z Roudnice nad Labem. Jeho dcera Pavlína i syn Michal se rovněž stali profesionálními fotbalisty.

## Úspěchy

### Hráčské

#### Dukla Praha
- vítěz 1. československé ligy 1976/77

#### AC Sparta Praha
- 2× vítěz 1. československé ligy 1983/84 a 1984/85
- 2× vítěz československého poháru 1979/80 a 1983/84

### Trenérské

#### AC Sparta Praha
- 2× mistr české ligy 1997/98 a 1998/99
- postup do čtvrtfinále Evropské ligy UEFA 2015/16

#### FK Viktoria Žižkov
- vítěz českého poháru 2000/01
- 3. místo v české lize 2001/02

#### FK Mladá Boleslav
- postup do základní skupiny Poháru UEFA 2007/08

### Individuální
- 3× Trenér měsíce Synot ligy: 09/2013, 09/2014, 02/2016